# Hyalinobatrachium kawense
Hyalinobatrachium kawense es una especie de anuros en la familia Centrolenidae.

## Distribución geográfica y hábitat
Es endémica de la Guayana francesa.